# Jakub Słomiński
Jakub Słomiński (Świecie, 2 de enero de 1996) es un deportista polaco que compite en boxeo. Ganó una medalla de bronce en el Campeonato Europeo de Boxeo Aficionado de 2022, en el peso minimosca.

## Palmarés internacional
| Campeonato Europeo | Campeonato Europeo | Campeonato Europeo | Campeonato Europeo |
| Año                | Lugar              | Medalla            | Categoría          |
| ------------------ | ------------------ | ------------------ | ------------------ |
| 2022               | Ereván (Armenia)   | Medalla de bronce  | 48 kg              |